# CD Independiente Medellín
Corporación Deportiva Independiente Medellín, oftast enbart Independiente Medellín eller DIM, är den äldsta fortfarande aktiva fotbollsklubben i Colombia och grundades den 14 november 1913. Klubben kommer från staden Medellín som är huvudstad i departementet Antioquia. Independiente Medellín har vunnit det inhemska mästerskapet tolv gånger, varav senast när de vann Torneo Finalización 2009 (per maj 2015). Klubben har dessutom vid ett tillfälle vunnit Copa Colombia, 1981. Laget spelar sina hemmamatcher på Estadio Atanasio Girardot som tar 45 000 åskådare vid fullsatt.